# 细川政权 (战国时代)

细川京兆家家纹：松笠菱

细川政权（日语：／）是日本战国时代由细川氏掌握的武家政权，从明应二年（1493年）持续到天文十八年（1549年）。在这一时期，室町幕府中的足利将军的权威日益衰弱，细川氏宗家京兆家的当主独揽幕府管领职位，掌握实权。虽然细川氏表面上推戴足利将军，但实际上在政治上具有支配地位。这种细川京兆家专制的统治方式也被称为“京兆专制”。

## 历任领袖
1. 细川政元（1493年—1507年）
2. 细川澄之（1507年）
3. 细川澄元（1507年—1508年）
4. 细川高国（1508年—1525年，1525年—1531年）
5. 细川稙国（1525年）
6. 细川晴元（1531年—1549年）